# Gunnarsbyträsket
Gunnarsbyträsket är en sjö i Bodens kommun i Norrbotten och ingår i Råneälvens huvudavrinningsområde. Sjön har en area på 1,38 kvadratkilometer och ligger 27 meter över havet. Gunnarsbyträsket ligger i Råneälven Natura 2000-område. Sjön avvattnas av vattendraget Råneälven.

## Delavrinningsområde
Gunnarsbyträsket ingår i det delavrinningsområde (734339-177267) som SMHI kallar för Utloppet av Gunnarsbyträsket. Medelhöjden är 82 meter över havet och ytan är 9,83 kvadratkilometer. Räknas de 196 avrinningsområdena uppströms in blir den ackumulerade arean 3 465,87 kvadratkilometer. Avrinningsområdets utflöde Råneälven mynnar i havet. Avrinningsområdet består mestadels av skog (72 procent). Avrinningsområdet har 1,53 kvadratkilometer vattenytor vilket ger det en sjöprocent på 15,6 procent. Bebyggelsen i området täcker en yta av 0,39 kvadratkilometer eller 4 procent av avrinningsområdet.